# Sultan Mandash
Sultan Mandash (en árabe: سلطان مندش‎; Yeda, 17 de octubre de 1994) es un futbolista saudí que juega en la demarcación de extremo para el Al-Taawoun F. C. de la Liga Profesional Saudí.

## Selección nacional
Hizo su debut con la selección de fútbol de Arabia Saudita el 21 de marzo de 2019 en un encuentro amistoso contra Emiratos Árabes Unidos que finalizó con un resultado de 2-1 a favor del combinado emiratí tras el gol de Abdulfattah Adam para Arabia Saudita, y de Bandar Al-Ahbabi y Ali Mabkhout para Emiratos Árabes Unidos.

## Clubes
| Club                      | País           | Año       | Partidos | Goles |
| ------------------------- | -------------- | --------- | -------- | ----- |
| Al-Ittihad Jeddah Club    | Arabia Saudita | 2014-2015 | 1        | 0     |
| Najran SC (cedido)        | Arabia Saudita | 2015-2016 | 19       | 0     |
| Al-Ittihad Jeddah Club    | Arabia Saudita | 2016-2017 | 8        | 0     |
| Al-Faisaly F. C.          | Arabia Saudita | 2017-2019 | 37       | 3     |
| Al-Ahli Saudi F. C.       | Arabia Saudita | 2019      | 2        | 0     |
| Al-Taawoun F. C. (cedido) | Arabia Saudita | 2020      | 17       | 0     |
| Al-Ahli Saudi F. C.       | Arabia Saudita | 2020-2021 | 24       | 2     |
| Al-Fayha F. C.            | Arabia Saudita | 2021-2024 | 105      | 11    |
| Al-Taawoun F. C.          | Arabia Saudita | 2024-     | 33       | 6     |